# Gazi-Stadion auf der Waldau
A Gazi-Stadion auf der Waldau é um estádio de futebol, pertencente à cidade de Stuttgart, na Alemanha, tem capacidade para 11,410 lugares. 